# Ceratobasidium papillatum
Ceratobasidium papillatum é uma espécie de fungo pertencente à família Ceratobasidiaceae.